# Alfred Eder
Alfred Eder (Piesendorf, 28 de diciembre de 1953) es un deportista austríaco que compitió en biatlón. Su hijo Simon compitió en el mismo deporte.
Ganó dos medallas de bronce en el Campeonato Mundial de Biatlón, en los años 1983 y 1986. Participó en seis Juegos Olímpicos de Invierno, entre los años 1976 y 1994, ocupando el cuarto lugar en Calgary 1988 y el sexto en Lake Placid 1980, en la prueba de relevo.

## Palmarés internacional
| Campeonato Mundial | Campeonato Mundial | Campeonato Mundial | Campeonato Mundial |
| Año                | Lugar              | Medalla            | Prueba             |
| ------------------ | ------------------ | ------------------ | ------------------ |
| 1983               | Antholz (Italia)   | Medalla de bronce  | Velocidad          |
| 1986               | Oslo (Noruega)     | Medalla de bronce  | Individual         |